# Victor II d'Anhalt-Bernbourg-Schaumbourg-Hoym
Victor II d'Anhalt-Bernbourg-Schaumbourg (Schaumburg, 2 novembre 1767 – Schaumburg, 22 avril 1812) est un prince allemand de la maison d'Ascanie de la branche Anhalt-Bernbourg et d'Anhalt-Bernbourg-Schaumbourg-Hoym.

## Biographie
Victor II est le fils aîné de Charles-Louis d'Anhalt-Bernbourg-Schaumbourg-Hoym, et d'Amélie-Éléonore, la seconde fille du prince Frédéric-Guillaume de Solms-Braunfels. Il succède à son père mais il doit faire face aux revendications de son oncle Frédéric, le demi-frère de son père, qui, s'appuyant sur l'ancienne loi successorale de la maison d'Ascanie, conteste la transmission de la souveraineté selon le droit de primogéniture et réclame le partage du gouvernement de la principauté. Le conflit ne se termine qu'à la mort de Victor II sans héritier mâle en 1812 qui fait de Frédéric le nouveau prince d'Anhalt-Bernbourg-Schaumbourg-Hoym.

## Mariage et descendance
À Weilbourg le 29 octobre 1793 Victor Charles Frédéric se marie avec la princesse Amélie de Nassau-Weilbourg (Kirchheimbolanden, 7 août 1776 - † Schaumbourg, 19 février 1841), fille du prince Charles-Christian de Nassau-Weilbourg et de la princesse Caroline, arrière petite-fille du roi George II de Grande-Bretagne. Ils ont eu 4 filles :
- Princesse Hermine d'Anhalt-Bernbourg-Schaumbourg-Hoym (Hoym, 2 décembre 1797 - † Budapest, 14 septembre 1817), héritière d'Holzappel, mariée le 30 août 1815 avec Joseph de Habsbourg-Lorraine, Palatin de Hongrie.
- Princesse Adélaïde d'Anhalt-Bernbourg-Schaumbourg-Hoym (Hoym, 23 février 1800 - † Oldenbourg, 13 septembre 1820), mariée le 24 juillet 1817 avec Paul Frédéric Auguste d'Oldenbourg.
- Princesse Emma d'Anhalt-Bernbourg-Schaumbourg-Hoym (Schaumbourg, 20 mai 1802 - † Pyrmont, 1er août 1858), mariée le 26 juin 1823 avec Georges II de Waldeck-Pyrmont.
- Princesse Ida d'Anhalt-Bernbourg-Schaumbourg-Hoym (Schaumbourg, 10 mars 1804 - † Oldenbourg, 31 mars 1828), mariée le 24 juin 1825 avec Paul Frédéric Auguste d'Oldenbourg, veuf de sa sœur.